# 千代嵐慶喜
千代嵐 慶喜（ちよあらし よしのぶ、1991年7月12日 - ）は、千葉県木更津市出身で九重部屋に所属した元大相撲力士。本名は渡邉 慶喜（わたなべ よしのぶ）。本名の名前から十五代将軍などと称される。身長172.5cm、体重141.0kg。得意手は押し。最高位は東十両10枚目（2011年11月場所）。血液型はAB型。

## 来歴
幼少期は父親から柔道を勧められたが、柔道の練習では2歳上の兄を押し出してばかりであったため、7歳の時に相撲に転向。小学校6年次に関東大会で優勝を果たす。2006年全国都道府県中学校相撲選手権にてベスト8に入った。幼少時より「千代の富士の弟子になんて誰でもなれる訳じゃない。ならなきゃ自分は後悔する」という考えから九重部屋へ入門することを志し、体を鍛えるため四股を一日数百回踏んでいたという。同学年の剣翔とは出身地が近いことからアマチュア時代に複数回対戦しており、剣翔はアマチュア時代の千代嵐のことを「子供の時から飛びぬけて強かった」と語っている。中学校卒業後に九重部屋へ入門し、2007年3月場所で初土俵。2008年5月場所で三段目に昇進し、四股名を渡邉から千代嵐に改めた。2009年7月場所で新幕下に昇進し、その後はなかなか幕下に定着できなかったが2010年7月場所以降は定着した。2011年5月技量審査場所は東幕下17枚目で5勝2敗の成績だったが、同年2月に発生した大相撲八百長問題の影響で引退力士が大量に出た影響で翌7月場所は東幕下3枚目まで番付が上がり、この場所も5勝2敗と勝ち越したことにより、場所後の番付編成会議で新十両昇進が決定した。
新十両の9月場所は12日目に関取として初の勝ち越しが決定。ところが、翌11月場所は9日目の勢との取組で右足首の距骨を骨折し、全治1か月と診断されて10日目から自身初の休場となった。翌場所も全休となり、東幕下43枚目まで番付を落とした2012年3月場所で復帰。以降7場所連続で勝ち越して、2013年3月場所の番付編成会議で十両復帰が決定した。
再十両の5月場所は負け越し。続く7月場所も負け越して、14日目から左膝の怪我で途中休場した。これにより、再び関取の座を失うこととなった。当初の診断は「左膝靭帯損傷」で全治3週間となっていたが、その後実際には前十字靭帯を断裂していたことが判明し、同年8月に左膝蓋腱を移植する手術を受けた。その後は怪我の療養やリハビリのため3場所連続で全休した。東三段目87枚目まで番付を下げた2014年3月場所で土俵に復帰して7戦全勝とし、高春日（現・玉正鳳）との優勝決定戦を制して三段目優勝を果たした。翌5月場所で幕下に復帰し、同年9月場所では東幕下46枚目で6連勝としたが、勝ったほうが7戦全勝で幕下優勝という一番になった13日目の7番相撲で、学生相撲を経て角界入りしてきた安彦（現・剣翔）に敗れ、幕下優勝を逃した。この場所を起点に4場所連続で勝ち越したことで、2015年5月場所では東幕下2枚目まで番付を戻したが、場所中に右膝の前十字靭帯を断裂して途中休場。翌7月場所からは3場所連続の全休となり、同年9月に手術を受けた。
西序二段32枚目まで番付を下げた2016年1月場所は、場所直前に出場を決意して4場所ぶりに土俵に復帰。優勝決定戦で魁渡に敗れて序二段優勝は逃すも、7戦全勝の好成績を残した。その後も勝ち越しを続けて同年7月場所で幕下に復帰したが、右膝の古傷が悪化したため2番相撲から途中休場となった。これにより再び番付を三段目に下げたが、2017年1月場所で幕下に復帰した。同場所以降は幕下中位での土俵が続いていたが、2020年3月場所以降は幕下15枚目以内に番付を戻した。2021年9月場所は西幕下筆頭で迎え、5番相撲を終えた時点で3勝2敗だったものの、残る2番でいずれも十両の美ノ海、東白龍に敗れ、負け越して十両復帰を逃した。続く11月場所は東幕下4枚目に番付を下げたが6番目の相撲で勝ち越しを決め、最後の7番相撲では十両の旭大星に勝って5勝目を挙げた。12月1日に実施された番付編成会議にて、2022年1月場所で50場所ぶりの再十両が決定した。十両復帰まで所要49場所は、濵錦の38場所を大きく上回る昭和以降最長の記録となった。この場所は6勝9敗の負け越しとなり、1場所で幕下に陥落した。東幕下筆頭で迎えた翌3月場所は11日目の6番相撲で勝ち越しを決め、結局4勝3敗とし、場所後の3月30日に実施された番付編成会議にて、1場所での再十両が決定した。しかし、翌5月場所は先場所の琴裕将戦で左手親指を骨折していた影響から4勝11敗の負け越しとなり、再び1場所で幕下に陥落した。
西幕下16枚目の地位で迎えた2024年1月場所は初日から4連敗し、7日目の1月20日、4番相撲の取組後に日本相撲協会に引退届を提出し、受理された。引退の際、師匠の九重（元大関・千代大海）は「関取は長くなかったが、立派に務めたという気持ちでいるでしょう。第2の人生で必要とされる人間になってほしい。私は一生応援します」と話した。千代嵐も「師匠には一生感謝していきますし一生尊敬する人です」と語り、入門から育ててくれた先代のことも「新十両を決めたときに、初めてほめていただいた。『よくやったな』って握手を求められたことが忘れられません」と17年間の力士生活を振り返った。2023年2月に結婚しており、この時点で1児の父。

## 人物
- 協会公式プロフィールによると、好きな歌手はMr.Children、好物は肉、趣味は寝ること、好きなYouTuberはなかやまきんに君[16]。
- 歌の腕前はプロ級。あまりの上手さから前田亘輝に「君はなんで相撲やってるの?」と言われたほど[17]。

## 主な成績

### 通算成績
- 通算成績：370勝298敗71休（100場所）

### 各段優勝
- 三段目優勝：1回（2014年3月場所）

### 場所別成績
| | 一月場所 初場所（東京）   | 三月場所 春場所（大阪） | 五月場所 夏場所（東京） | 七月場所 名古屋場所（愛知） | 九月場所 秋場所（東京）   | 十一月場所 九州場所（福岡） |
| --- | ------------------------- | ----------------------- | ----------------------- | --------------------------- | ------------------------- | --------------------------- |
| 2007年 （平成19年） | x                         | （前相撲）              | 西序ノ口17枚目 5–2      | 西序二段96枚目 5–2          | 西序二段50枚目 4–3        | 西序二段24枚目 3–4          |
| 2008年 （平成20年） | 東序二段48枚目 5–2        | 東序二段10枚目 6–1      | 西三段目49枚目 3–4      | 東三段目66枚目 3–4          | 東三段目85枚目 5–2        | 西三段目49枚目 4–3          |
| 2009年 （平成21年） | 西三段目32枚目 5–2        | 西三段目6枚目 3–4       | 東三段目19枚目 5–2      | 西幕下56枚目 2–5            | 東三段目20枚目 5–2        | 西幕下57枚目 4–3            |
| 2010年 （平成22年） | 西幕下50枚目 0–7          | 西三段目25枚目 4–3      | 西三段目13枚目 6–1      | 東幕下37枚目 3–4            | 西幕下44枚目 4–3          | 西幕下35枚目 3–4            |
| 2011年 （平成23年） | 西幕下42枚目 6–1          | 八百長問題 により中止   | 東幕下17枚目 5–2        | 東幕下3枚目 5–2             | 西十両11枚目 8–7          | 東十両10枚目 4–6–5          |
| 2012年 （平成24年） | 東幕下3枚目 休場 0–0–7    | 西幕下43枚目 4–3        | 西幕下35枚目 4–3        | 東幕下30枚目 4–3            | 西幕下24枚目 5–2          | 西幕下13枚目 4–3            |
| 2013年 （平成25年） | 東幕下10枚目 5–2          | 東幕下4枚目 6–1         | 西十両12枚目 7–8        | 東十両13枚目 4–10–1         | 西幕下5枚目 休場 0–0–7    | 西幕下45枚目 休場 0–0–7     |
| 2014年 （平成26年） | 東三段目26枚目 休場 0–0–7 | 東三段目87枚目 優勝 7–0 | 西幕下56枚目 5–2        | 東幕下37枚目 3–4            | 東幕下46枚目 6–1          | 東幕下19枚目 4–3            |
| 2015年 （平成27年） | 西幕下14枚目 4–3          | 西幕下9枚目 6–1         | 東幕下2枚目 0–4–3       | 西幕下32枚目 休場 0–0–7     | 西三段目12枚目 休場 0–0–7 | 西三段目72枚目 休場 0–0–7   |
| 2016年 （平成28年） | 西序二段32枚目 7–0        | 西三段目34枚目 5–2      | 東三段目9枚目 4–3       | 東幕下58枚目 0–1–6          | 東三段目34枚目 5–2        | 西三段目7枚目 6–1           |
| 2017年 （平成29年） | 東幕下32枚目 5–2          | 西幕下19枚目 4–3        | 東幕下15枚目 3–4        | 東幕下23枚目 4–3            | 東幕下18枚目 3–4          | 西幕下25枚目 5–2            |
| 2018年 （平成30年） | 東幕下16枚目 2–5          | 東幕下30枚目 4–3        | 東幕下23枚目 4–3        | 東幕下17枚目 4–3            | 西幕下10枚目 2–5          | 東幕下26枚目 3–4            |
| 2019年 （平成31年 /令和元年） | 東幕下37枚目 2–5          | 東幕下50枚目 5–2        | 東幕下35枚目 6–1        | 西幕下14枚目 3–4            | 西幕下18枚目 3–4          | 西幕下23枚目 4–3            |
| 2020年 （令和2年） | 西幕下18枚目 5–2          | 西幕下9枚目 4–3         | 感染症拡大 により中止   | 東幕下7枚目 3–4             | 東幕下11枚目 5–2          | 東幕下5枚目 2–5             |
| 2021年 （令和3年） | 東幕下10枚目 休場 0–0–7   | 東幕下10枚目 4–3        | 西幕下7枚目 5–2         | 東幕下4枚目 4–3             | 西幕下筆頭 3–4            | 東幕下4枚目 5–2             |
| 2022年 （令和4年） | 西十両13枚目 6–9          | 東幕下筆頭 4–3          | 東十両13枚目 4–11       | 東幕下5枚目 2–6             | 西幕下15枚目 4–3          | 東幕下12枚目 4–3            |
| 2023年 （令和5年） | 東幕下9枚目 4–3           | 東幕下7枚目 1–6         | 東幕下29枚目 4–3        | 東幕下23枚目 1–6            | 西幕下47枚目 6–1          | 西幕下19枚目 4–3            |
| 2024年 （令和6年） | 西幕下16枚目 引退 0–4–0   | x                       | x                       | x                           | x                         | x                           |
| 各欄の数字は、「勝ち-負け-休場」を示す。 優勝 引退 休場 十両 幕下 三賞：敢=敢闘賞、殊=殊勲賞、技=技能賞 その他：★=金星 番付階級：幕内 - 十両 - 幕下 - 三段目 - 序二段 - 序ノ口 幕内序列：横綱 - 大関 - 関脇 - 小結 - 前頭（「#数字」は各位内の序列） |                           |                         |                         |                             |                           |                             |

1. ↑  右足首距骨骨折のため10日目から途中休場
2. ↑  左膝靭帯損傷のため14日目から途中休場
3. ↑  2019新型コロナウイルスに感染もしくは感染者と濃厚接触した可能性があるため初日から休場
4. ↑  7人による幕下優勝決定戦に進出
5. ↑  7日目に引退

## 改名歴
- 渡邉 慶喜（わたなべ よしのぶ）2007年3月場所 - 2008年3月場所
- 千代嵐 慶喜（ちよあらし - ） 2008年5月場所 - 2024年1月場所